# 馬更些王島

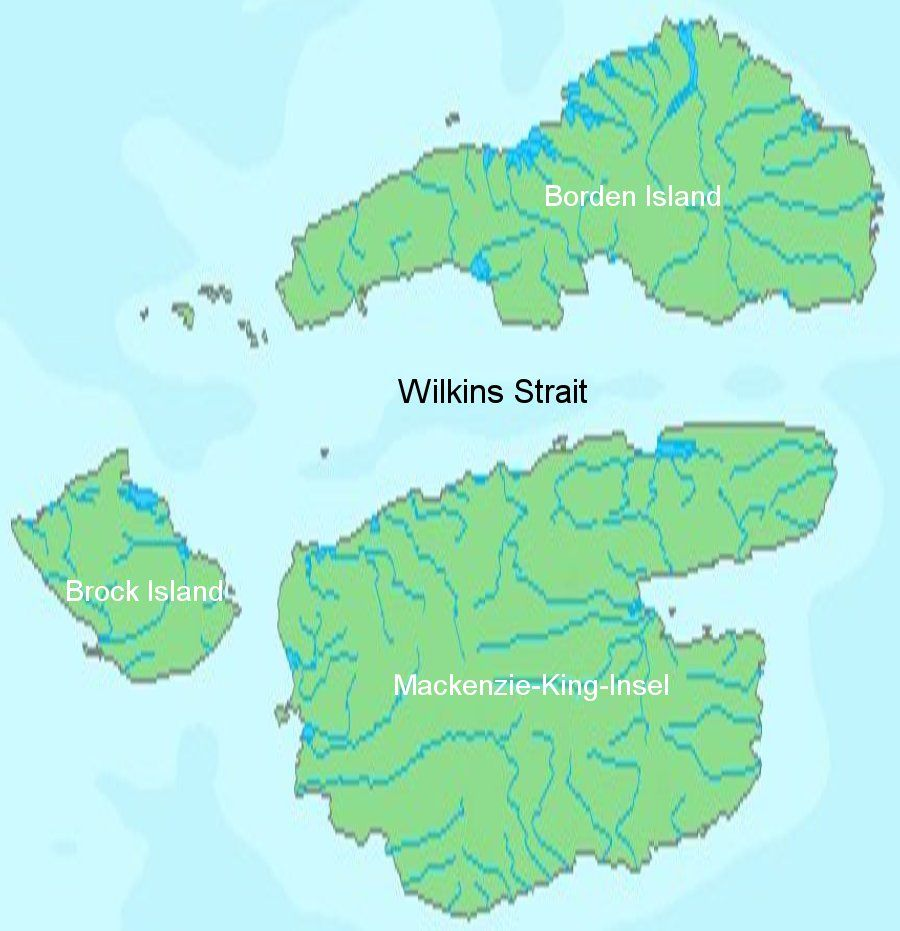

77°45′N 112°00′W / 77.750°N 112.000°W
馬更些王島（英語：Mackenzie King Island）是加拿大的島嶼，屬於伊麗莎白女王群島的一部分，由努納武特和西北地區負責管轄，長98公里、寬97公里，面積5,048平方公里，島上無人居住。